# Домбровский, Кароль
Кароль Домбровский (лит. Karol Dombrovski; род. 8 июня 1991, Вильнюс) — литовский биатлонист.

## Карьера
На этапах Кубка мира дебютировал в сезоне 2009/2010. До этого представлял Литву на юношеских первенствах планеты. С 2011 года Домбровский регулярно принимает участия на этапах Кубка мира и на Чемпионатах мира по биатлону.

### Участие в Чемпионатах мира
| Год  | Место проведения | Инд | Спр | Пр | МС | Эст | См  |
| 2011 | Ханты-Мансийск   | -   | 65  | -  | -  | LPD | -   |
| 2012 | Рупольдинг       | 93  | 119 | -  | -  | LPD | -   |
| 2013 | Нове-Место       | 81  | 74  | -  | -  | LPD | LPD |

## Кубок мира по биатлону
2018/2019— 86-е место
2019/2020 —73-е место

## Интересные факты
- 8 января 2015 года во время первого этапа мужской эстафеты в рамках Кубка мира в немецком Оберхофе Кароль Домбровский опоздал в стартовый городок. В итоге, литовец отправился в гонку через полторы минуты после соперников.[2]
- 6 Декабря 2018 года на 1-й этапе кубка мира по биатлону в Поклюке впервые набрал очки в кубке мира по биатлону. В индивидуальной гонке занял 25-е место.